# Yobikō

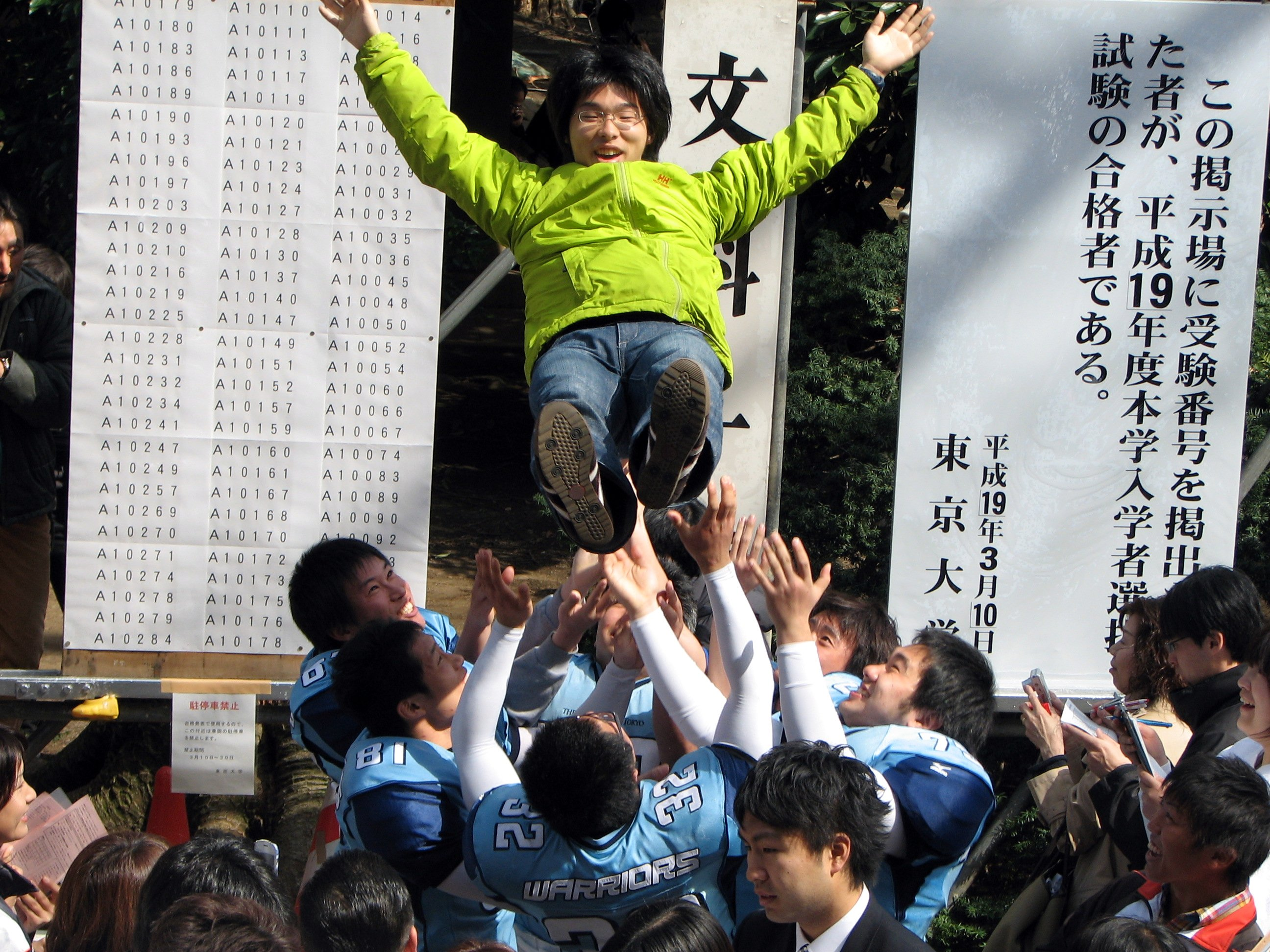
Ở Đại học Tōkyō, tại thời điểm công bố kết quả thi, một học sinh "vượt vũ môn" thành công sẽ được nhấc bổng lên không trung để ăn mừng.

Yobikō (予備校) là các trường tư thục hướng đến đối tượng học sinh đang ôn luyện cho các kỳ thi được tổ chức hàng năm ở Nhật Bản từ tháng 1 đến tháng 3 để quyết định xem có đỗ đại học hay không. Các học viên phần đa là vừa tốt nghiệp THPT nhưng thi trượt vào trường mà họ có nguyện vọng theo học. Bài thi, không giống như thi Tú tài Pháp hay thi Suneung ở Hàn Quốc, nó sẽ có các phiên bản khác nhau, tùy từng trường khác nhau sẽ xét duyệt kết quả từ các bài thi khác nhau. Ở Nhật Bản, kỳ thi này nói chung được xem là dấu mốc quan trọng nhất trong sự nghiệp học hành. Những học sinh thi rớt có thể dành một năm hoặc nhiều hơn để ôn luyện cho đến lúc thi lại. Họ thường được gọi thông tục là rōnin (lãng nhân). Các cơ sở yobiko thì tương tự với juku ngoại trừ những khác biệt như: chương trình giảng dạy, địa vị pháp lý và kiểu học sinh chủ yếu đăng ký học.